# Hampden Park
Hampden Park je stadion u Glasgowu i škotski nacionalni stadion. Koristi se za potrebe kluba Queen's Park F.C. i škotske nogometne reprezentacije. Također, koristi se za glazbene koncerte i ostale sportske događaje.
Hampden je sagrađen 1903. godine, iako se smatra da je prvotni stadion puno stariji. Poznat je diljem svijeta kao simbol i dom nogometa, a svoju stogodišnjicu je proslavio 31. listopada 2003. Stadion sadrži i urede Škotskog nogometnog saveza, Škotske Premier Lige i ostalih. Tijekom OI 2012., Hampden Park će ugostiti neke od utakmica u ranom dijelu nogometnog natjecanja. Uz to, bio je domaćin mnogih finala Kupa/Lige prvaka (1960., 1976., 2002.) i Kupa UEFA 2007. godine.
Hampden će biti središnji stadion Igara Commonwealtha 2014. Koristit će se za atletska natjecanja, jer je Glasgow 9. studenog 2007. najavljen kao domaćin Igara.

## Poznati događaji

### Utakmice
- 1960.: Real Madrid - Eintracht Frankfurt 7:3 (finale Kupa prvaka)
- 1962.: Atlético Madrid - Fiorentina 1:1 (finale Kupa pobjednika kupova)
- 1966.: Borussia Dortmund - Liverpool 2:1 (finale Kupa pobjednika kupova)
- 1976.: Bayern München - AS Saint-Étienne 1:0 (finale Kupa prvaka)
- 1989.: Saudijska Arabija - Škotska 2:2 (5:4 pen.) (finale FIFA U-17 SP-a)
- 2002.: Real Madrid - Bayer Leverkusen 2:1 (finale UEFA Lige prvaka)
- 2007.: Sevilla - Espanyol 2:2 (3:1 pen.) (finale Kupa UEFA)

### Koncerti
- Rod Stewart, 3. srpnja 1999.
- Tina Turner, Twenty Four Seven Tour, 7. srpnja 2000.
- Bon Jovi, One Wild Night Tour, 8. lipnja 2001.
- Eagles, World Tour 2001, 22. srpnja 2001.
- Robbie Williams, 4. i 5. kolovoza 2001.
- Eminem, 24. lipnja 2003.

- Live & Loud, 27. srpnja 2003.
- Live & Loud, 20. lipnja 2004.
- U2, Vertigo Tour, 21. lipnja 2005.
- Live & Loud, 26. lipnja 2005.
- Oasis, 29. lipnja 2005.
- Bon Jovi, Have a Nice Day Tour, 3. lipnja 2006.
- Eagles, Farewell I Tour, 23. lipnja 2006.
- The Rolling Stones, A Bigger Bang Tour, 25. kolovoza 2006.; 'Urban Jungle Tour, 9. srpnja 1990.
- Robbie Williams, Close Encounters Tour, 1. i 2. rujna 2006.
- George Michael, 25 Live, 17. lipnja 2007.
- Rod Stewart, 6. srpnja 2007.
- Red Hot Chili Peppers, 23. kolovoza 2007.
- Neil Diamond, 5. lipnja 2008.
- Bon Jovi, Lost Highway Tour, 21. lipnja 2008.
- Take That, Take That Present: The Circus Live, 19., 20. i 21. lipnja 2009.
- AC/DC, Black Ice World Tour, 30. lipnja 2009.
- Eagles, The Long Road out of Eden Tour, 4. srpnja 2009.
- Bruce Springsteen, Working on a Dream Tour, 14. srpnja 2009.
- U2, U2 360°, 18. kolovoza 2009.
- Coldplay, Jay Z, i White Lies, Viva la Vida Tour, 16. rujna 2009.

## Vanjske poveznice
- Službena stranica
- Povijest Hampden Parka
- Povijest Hampden Park, QPFC.com (neslužbeno)
- Fotografije rušenja starog Hampden Parka
- Škotski nogometni savez
- Fotografije stadiona  Arhivirana inačica izvorne stranice od 23. srpnja 2011. (Wayback Machine)
- Službena stranica Queen's Parka
- BBC: Hampden slavi stogodišnjicu

| Prethodnik:   | Domaćin finala Kupa prvaka 1960. | Nasljednik:     |
| Neckarstadion | Domaćin finala Kupa prvaka 1960. | Wankdorfstadion |

| Prethodnik:      | Domaćin finala Kupa prvaka 1976. | Nasljednik:     |
| Parc des Princes | Domaćin finala Kupa prvaka 1976. | Stadio Olimpico |

| Prethodnik: | Domaćin finala UEFA Lige prvaka 2002. | Nasljednik:  |
| San Siro    | Domaćin finala UEFA Lige prvaka 2002. | Old Trafford |